# Alexander Babara
Alexander Babara auch Alexandr Babara (* 20. Jahrhundert in Chișinău) ist ein moldawisch-US-amerikanischer Schauspieler in Film und Fernsehen.

## Leben und Karriere
Der in der moldawischen Hauptstadt Chișinău geborene Alexandr Babara war schon früh künstlerisch veranlagt. Er interessierte sich für Breakdance, Musik und Rap. Aufgewachsen bei der Mutter, einer Köchin, und seinem Stiefvater, einem Bauern, verließ er Moldawien im Alter von 22 Jahren, um sich in den USA eine Zukunft aufzubauen. Er ließ sich in New Orleans nieder, wo er an der University of New Orleans ein Studium mit einem BA in Filmtheater und Kommunikationskunst abschloss. 
Sein Filmdebüt als Schauspieler gab er 2016 noch unter seinem Geburtsnamen Alexandr, dessen Schreibweise er später zu Alexander abänderte. Unter der Regie von John Hillcoat spielte er in dem Action-Thriller Triple 9 seine erste kleine Rolle. In den darauffolgenden Jahren spielte er kleinere und größere Nebenrollen in Produktionen vorwiegend im Action Genre. So sah man ihn zum Beispiel 2017 in dem Spielfilm Fast & Furious 8 von Regisseur F. Gary Gray. Noch im gleichen Jahr trat er in Rankin Hickmans Thriller Dark Meridian in der Rolle des Andrei Bogza in Erscheinung. 2020 wurde er als Bojan in Craig Zobels Horrorthriller The Hunt mit Betty Gilpin und Hilary Swank besetzt. Im Jahr 2021 spielte er im Ensemble um Oscar Isaac, Tiffany Haddish, Tye Sheridan und Willem Dafoe in dem Filmdrama The Card Counter von Regisseur Paul Schrader, dort verkörperte er die Rolle des Mr. USA.
Neben seinen Engagements auf der großen Leinwand sah man Alexander Babara seit 2016 auch in verschiedenen Fernsehserien wie Navy CIS: New Orleans, The Originals, Stranger Things oder For All Mankind.
Alexander Babara spricht fließend Russisch, Rumänisch, Ukrainisch und Englisch. Er lebt mit Frau und zwei Kindern in New Orleans.

## Filmografie (Auswahl)

### Filme
- 2016: Triple 9
- 2017: Fast & Furious 8 (The Fate of the Furious)
- 2017: Dark Meridian
- 2020: The Hunt
- 2021: The Card Counter

### Fernsehen
- 2016–2019: Navy CIS: New Orleans (Fernsehserie, 2 Episoden)
- 2018: The Originals (Fernsehserie, 1 Episode)
- 2019: Stranger Things (Fernsehserie, 1 Episode)
- 2021: Queen of the South (Fernsehserie, 1 Episode)
- 2021: For All Mankind (Fernsehserie, 2 Episoden)